# Lionel Martin
Lionel Walker Birch Martin (Cornualha, 1878 — 21 de outubro de 1945) foi um empresário britânico, um dos dois fundadores da Aston Martin.